# 1 гривня (банкнота)
1 гривня — найменші за номіналом банкноти в грошовому обігу сучасної України, введені в обіг Національним банком України (НБУ) 1996 року. Знаходиться в обігу разом з одногривневими монетами. З 2018 року одногривневі банкноти поступово вилучаються та замінюються в обігу монетами відповідного номіналу.

## Історія
Рішення щодо випуску банкнот-гривень було прийнято Верховною Радою УРСР ще у вересні 1991 року, після проголошення Україною незалежности у серпні того року на тлі розпаду Радянського Союзу. Однак перед введенням гривні спочатку, 1992 року, була запроваджена перехідна тимчасова валюта — купонокарбованець. Перші банкноти-гривні були випущені НБУ в обіг лише через 4 роки, під час грошової реформи 1996 року, протягом 2—16 вересня.
Зі слів автора перших банкнот сучасної України Василя Лопати, у квітні 1991 року відомих художників УРСР запросили для участі в розробці ескізів нової української валюти. До складу колективу з розробки ескізів увійшли народний художник України Олександр Данченко, заслужений діяч мистецтв України Василь Перевальський, заслужені художники України: Володимир Юрчишин, Сергій Якутович і сам Василь Лопата. Робота по створенню банкнот проходила під егідою комісії Верховної Ради України з питань економічних реформ та управління народним господарством, а також комісії з питань культури й духовного відродження. У цій роботі взяли участь народні депутати України: Лесь Танюк, Павло Мовчан, Дмитро Павличко, Володимир Яворівський, Іван Заєць й інші. Ескізи банкнот розглядала Президія Верховної Ради під головуванням Леоніда Кравчука, який затвердив ескізи, підготовлені Василем Лопатою.
Загалом, з 1996 року НБУ було введено в обіг три покоління одногривневих банкнот. Через відсутність необхідного для цього обладнання — напочатку 1990-х років банкноти доводилося друкувати у Канаді та Великій Британії. Надалі, починаючи з середини 1990-х років — вони вже друкувалися в Україні. Всі покоління є різними за дизайном, зокрема: різноманітними не лише за коліром та малюнком, але і за розміром — якщо перші дві серії мали однаковий розмір, то у третій його вже зменшили; крім цього, з кожною наступною серією — ускладнювался система їхнього захисту від підробки.
14 березня 2018 року НБУ оголосив про введення в обіг монет номіналами 1, 2, 5 та 10 гривень, які поступово замінять банкноти відповідних номіналів, і одногривневі у тому числі. Монети номіналами 1 та 2 гривні були введено в обіг 27 квітня 2018 року, монети у 5 гривень — 20 грудня 2019 року, а монети у 10 гривень — 3 червня 2020 року. Причиною цього рішення стало те, що паперові банкноти слугують лише рік, тоді як монети — до 20 років. Відповідно це дозволило економити щороку до 1 млрд гривень. Щороку НБУ вилучав з обігу близько 800 млн штук зношених банкнот. Причому половина з них — номіналом від 1 до 10 гривень. З 1 жовтня 2020 року НБУ розпочав поступове вилучення з обігу одногривневих банкнот третього покоління. Ці банкноти перебувають в обігу до прийняття окремого рішення Правлінням НБУ щодо їх повного вилучення.
Також, 2020 року, з метою поліпшення організації готівкового обігу, НБУ заявив про вилучення з обігу банкнот, випущених до 2003 року, тобто банкнот першого (1992 року випуску) та другого покоління (1994—2001 років випуску). З 1 жовтня того року ці банкноти перестали бути законним засобом платежу.
Одногривневі банкноти третього покоління після оголошення початку вилучення з обігу залишаються дійсним платіжним засобом. Ними можна продовжувати розраховуватися, їх не потрібно спеціально обмінювати. Водночас, потрапляючи в банки, вони більше не повертаються в готівковий обіг, а вилучаються банками та передаються до НБУ для утилізації. Після встановленої НБУ дати банкноти перестають бути платіжним засобом; усі магазини, ресторани, заклади сфери побуту не приймають їх під час готівкових розрахунків за товари та послуги; встановлюється часовий період для обміну на платіжні банкноти та монети у банках.

## Опис випусків банкнот

### Загальне оформлення
Одногривневі банкноти всіх поколіннь традиційно містять на аверсі графічний портрет Володимира Святославича (960/963 — 1015) — великого князя київського (979—1015), князя новгородського (970—988), хрестителя Русі; а реверс — руїни Херсонеса ((перша та друга серії), античного і візантійського міста-держави в південно-західній частині Криму), або Град Володимира (київського дитинця кінця X — 1-ї половини XIII століть, збудованого під час правління князя).
Банкноти мали написи «Національний банк України» та «Україна» (крім третього покоління). Крім підпису Голів НБУ, банкноти першого покоління мали десятизначні номери, а всіх наступних поколіннь — дволітерні-семизначні номери. Вони друкуються на спеціальному білому папері, що має відтінок, який відповідає основному кольору банкноти.

### Елементи захисту
НБУ випускає банкноти, що мають сучасний дизайн та надійний захист від підроблення. Наявні елементи захисту на одногривневих банкнотах дозволяють гарантовано виявляти підроблені грошові знаки як при уважному візуальному та тактильному контролі без застосування спеціальних детекторів, так і за допомогою спеціального обладнання, що дозволяє перевіряти справжність банкнот в ультрафіолетовому та інфрачервоному діапазонах спектру.
Одногривневі банкноти мають такі елементи захисту: водяний знак, захисна стрічка, суміщений малюнок (крім першого покоління), антисканерна сітка, мікротекст, видимі захисні волокна, флуоресцентний номер, магнітний номер, прихований номінал, флуоресцентний друк, високий друк і орловський друк.

| - Невидимі захисні зображення (аверс) - Невидимі захисні зображення (реверс) - Водяні знаки - Захисна стрічка |

### Перелік випусків

#### Банкноти першого покоління
Банкноти цієї серії друкувалися канадською фірмою «Canadian Bank Note Company» 1992 року. Вони мали водяний знак у формі тризубів, зображених світлими лініями, розташованими по всій площі купюр. Авторами ескізу банкнот є художники Василь Лопата й Борис Максимов.
Номер на банкнотах завжди починалися з одиниці. Розмежувати номери з підписами Вадима Гетьмана і Віктора Ющенка не було можливим, тому що номери ставилися на вже віддрукованих банкнотах обох типів. 
Банкноти ввели в обіг 1996 року. З 2003 року вони почали вилучатися з обігу, а 2020-го — перестали бути законним платіжним засобом.
| Випуски одногривневих банкнот першого покоління | Випуски одногривневих банкнот першого покоління | Випуски одногривневих банкнот першого покоління | Випуски одногривневих банкнот першого покоління | Випуски одногривневих банкнот першого покоління | Випуски одногривневих банкнот першого покоління | Випуски одногривневих банкнот першого покоління | Випуски одногривневих банкнот першого покоління | Випуски одногривневих банкнот першого покоління | Випуски одногривневих банкнот першого покоління | Випуски одногривневих банкнот першого покоління |
| Зображення                                      | Зображення                                      | Підпис                                          | Розміри (мм)                                    | Основний колір                                  | Опис                                            | Опис                                            | Дата                                            | Дата                                            | Дата                                            | Дата                                            |
| Аверс                                           | Реверс                                          | Підпис                                          | Розміри (мм)                                    | Основний колір                                  | Аверс                                           | Реверс                                          | першого друку                                   | випуску                                         | початок вилучення                               | неплатіжності                                   |
| ----------------------------------------------- | ----------------------------------------------- | ----------------------------------------------- | ----------------------------------------------- | ----------------------------------------------- | ----------------------------------------------- | ----------------------------------------------- | ----------------------------------------------- | ----------------------------------------------- | ----------------------------------------------- | ----------------------------------------------- |
|                                                 |                                                 | Вадим Гетьман                                   | 135 × 70                                        | Оливковий                                       | Володимир Великий                               | Руїни Херсонеса                                 | 1992                                            | 2 вересня 1996                                  | 15 липня 2003                                   | 1 жовтня 2020                                   |
|                                                 |                                                 | Віктор Ющенко                                   | 135 × 70                                        | Оливковий                                       | Володимир Великий                               | Руїни Херсонеса                                 | 1992                                            | 2 вересня 1996                                  | 15 липня 2003                                   | 1 жовтня 2020                                   |

#### Банкноти другого покоління
Банкноти цієї серії друкувалися Банкнотно-монетним двором НБУ (надалі всі українські банкноти друкувалися лише на цьому підприємстві) у 1994 і 1995 роках.
Випуск 1994 року мав захисну стрічку із повторюваним словом «Україна», а випуск 1995 року — з повторюваним словом «1 гривня». Цей елемент захисту розміщувався вертикально у товщі паперу між водяним знаком та портретом й виготовлявся із полімерної металізованої кодованої стрічки шириною близько 1,3 мм, яка проглядалася при розгляді банкноти проти світла як темна смужка з видимим прозорим написом. Іншими нововведеннями стали: водяний знак у вигляді портрету Володимира Великого, розташований у білому полі ліворуч купюри; суміщений малюнок.   
Банкноти ввели в обіг 1996 року. З 2004 року вони почали вилучатися з обігу, а 2020-го — перестали бути законним платіжним засобом.
| Випуски одногривневих банкнот другого покоління | Випуски одногривневих банкнот другого покоління | Випуски одногривневих банкнот другого покоління | Випуски одногривневих банкнот другого покоління | Випуски одногривневих банкнот другого покоління | Випуски одногривневих банкнот другого покоління | Випуски одногривневих банкнот другого покоління | Випуски одногривневих банкнот другого покоління | Випуски одногривневих банкнот другого покоління | Випуски одногривневих банкнот другого покоління | Випуски одногривневих банкнот другого покоління |
| Зображення                                      | Зображення                                      | Підпис                                          | Розміри (мм)                                    | Основний колір                                  | Опис                                            | Опис                                            | Дата                                            | Дата                                            | Дата                                            | Дата                                            |
| Аверс                                           | Реверс                                          | Підпис                                          | Розміри (мм)                                    | Основний колір                                  | Аверс                                           | Реверс                                          | першого друку                                   | випуску                                         | початок вилучення                               | неплатіжності                                   |
| ----------------------------------------------- | ----------------------------------------------- | ----------------------------------------------- | ----------------------------------------------- | ----------------------------------------------- | ----------------------------------------------- | ----------------------------------------------- | ----------------------------------------------- | ----------------------------------------------- | ----------------------------------------------- | ----------------------------------------------- |
|                                                 |                                                 | Віктор Ющенко                                   | 133 × 66                                        | Зелено-коричневий                               | Володимир Великий                               | Руїни Херсонеса                                 | 1994                                            | 2 вересня 1996                                  | 1 грудня 2004                                   | 1 жовтня 2020                                   |
|                                                 |                                                 | Віктор Ющенко                                   | 133 × 66                                        | Зелено-коричневий                               | Володимир Великий                               | Руїни Херсонеса                                 | 1995                                            | 1 вересня 1997                                  | 1 грудня 2004                                   | 1 жовтня 2020                                   |

#### Банкноти третього покоління (1-й тип)
Банкноти цієї серії друкувалися у 2004 і 2005 роках. Одними із нововведень серії стало: крім появи на реверсі — зображення Граду Володимира в Києві — на аверсі, біля портрету Володимира Великого, з'явилося зображення святих; водяний знак представлений, крім портрету Володимира Великого, символом гривні; вживлена в папір захисна стрічка з написом «1 ГРН» і тризубом.
Київського князя, Володимира Великого, на банкнотах третього покоління почали зображувати з бородою, хоча сам він її ніколи не мав.
Банкноти ввели в обіг 2004 року. З 2020 року банкноти почали поступово вилучатися, хоча вони зникли з обігу набагато раніше.
| Випуски одногривневих банкнот третього покоління першого типу | Випуски одногривневих банкнот третього покоління першого типу | Випуски одногривневих банкнот третього покоління першого типу | Випуски одногривневих банкнот третього покоління першого типу | Випуски одногривневих банкнот третього покоління першого типу | Випуски одногривневих банкнот третього покоління першого типу | Випуски одногривневих банкнот третього покоління першого типу | Випуски одногривневих банкнот третього покоління першого типу | Випуски одногривневих банкнот третього покоління першого типу | Випуски одногривневих банкнот третього покоління першого типу | Випуски одногривневих банкнот третього покоління першого типу |
| Зображення                                                    | Зображення                                                    | Підпис                                                        | Розміри (мм)                                                  | Основний колір                                                | Опис                                                          | Опис                                                          | Дата                                                          | Дата                                                          | Дата                                                          | Дата                                                          |
| Аверс                                                         | Реверс                                                        | Підпис                                                        | Розміри (мм)                                                  | Основний колір                                                | Аверс                                                         | Реверс                                                        | першого друку                                                 | випуску                                                       | початок вилучення                                             | статус                                                        |
| ------------------------------------------------------------- | ------------------------------------------------------------- | ------------------------------------------------------------- | ------------------------------------------------------------- | ------------------------------------------------------------- | ------------------------------------------------------------- | ------------------------------------------------------------- | ------------------------------------------------------------- | ------------------------------------------------------------- | ------------------------------------------------------------- | ------------------------------------------------------------- |
|                                                               |                                                               | Сергій Тігіпко                                                | 118 × 63                                                      | Сіро-зелений                                                  | Володимир Великий                                             | Град Володимира (Київ)                                        | 2004                                                          | 1 грудня 2004                                                 | 1 жовтня 2020                                                 | В обігу                                                       |
|                                                               |                                                               | Володимир Стельмах                                            | 118 × 63                                                      | Сіро-зелений                                                  | Володимир Великий                                             | Град Володимира (Київ)                                        | 2005                                                          | 1 березня 2005                                                | 1 жовтня 2020                                                 | В обігу                                                       |

#### Банкноти третього покоління (2-й тип)
Банкноти третього покоління другого типу друкувалися у 2006, 2011, 2014 і 2018 (у нерозрізаних аркушах) роках. На відміну від першого типу, ці банкноти, хоча і містили аналогічне попереднім випускам оформлення, але вони мали не сіро-зелений, а жовто-блакитний основний колір і виготовлялися на спеціальному нетонованому папері. Вони мали ті ж самі елементи захисту що і попередні випуски.
Банкноти другого типу були введені в обіг 22 травня 2006 року. Наразі знаходяться в обігу. З 2020 року вони почали поступово вилучатися з обігу.
| Випуски одногривневих банкнот третього покоління другого типу | Випуски одногривневих банкнот третього покоління другого типу | Випуски одногривневих банкнот третього покоління другого типу | Випуски одногривневих банкнот третього покоління другого типу | Випуски одногривневих банкнот третього покоління другого типу | Випуски одногривневих банкнот третього покоління другого типу | Випуски одногривневих банкнот третього покоління другого типу | Випуски одногривневих банкнот третього покоління другого типу | Випуски одногривневих банкнот третього покоління другого типу | Випуски одногривневих банкнот третього покоління другого типу | Випуски одногривневих банкнот третього покоління другого типу |
| Зображення                                                    | Зображення                                                    | Підпис                                                        | Розміри (мм)                                                  | Основний колір                                                | Опис                                                          | Опис                                                          | Дата                                                          | Дата                                                          | Дата                                                          | Дата                                                          |
| Аверс                                                         | Реверс                                                        | Підпис                                                        | Розміри (мм)                                                  | Основний колір                                                | Аверс                                                         | Реверс                                                        | першого друку                                                 | випуску                                                       | початок вилучення                                             | статус                                                        |
| ------------------------------------------------------------- | ------------------------------------------------------------- | ------------------------------------------------------------- | ------------------------------------------------------------- | ------------------------------------------------------------- | ------------------------------------------------------------- | ------------------------------------------------------------- | ------------------------------------------------------------- | ------------------------------------------------------------- | ------------------------------------------------------------- | ------------------------------------------------------------- |
|                                                               |                                                               | Володимир Стельмах                                            | 118 × 63                                                      | Жовто-синій                                                   | Володимир Великий                                             | Град Володимира (Київ)                                        | 2006                                                          | 22 травня 2006                                                | 1 жовтня 2020                                                 | В обігу                                                       |
|                                                               |                                                               | Сергій Арбузов                                                | 118 × 63                                                      | Жовто-синій                                                   | Володимир Великий                                             | Град Володимира (Київ)                                        | 2011                                                          | 1 вересня 2011                                                | 1 жовтня 2020                                                 | В обігу                                                       |
|                                                               |                                                               | Валерія Гонтарева                                             | 118 × 63                                                      | Жовто-синій                                                   | Володимир Великий                                             | Град Володимира (Київ)                                        | 2014                                                          | 22 грудня 2014                                                | 1 жовтня 2020                                                 | В обігу                                                       |
|                                                               |                                                               | Яків Смолій                                                   | 118 × 63                                                      | Жовто-синій                                                   | Володимир Великий                                             | Град Володимира (Київ)                                        | 2018                                                          | В обігу не були                                               | В обігу не були                                               | В обігу не були                                               |

#### Банкноти у нерозрізаних аркушах
У зв'язку з підвищеним попитом на нерозрізані аркуші банкнот гривні та численними заявками юридичних осіб та фізичних осіб-підприємців щодо їх придбання, НБУ провів електронний біржовий аукціон із продажу нерозрізаних аркушів банкнот третього покоління номіналами 1, 2, 5 та 10 гривень (розпорядження Нацбанку від 29 грудня 2018 року № 1803-ра). 
Електронний аукціон № Е-15 був проведений 24 січня 2019 року об 11:00 годині Універсальною товарною біржею «Контрактовий дім УМВБ».
Окрім цього, НБУ з 1 лютого 2019 року приймав онлайн-замовлення на нерозрізані аркуші банкнот номіналами 1, 2, 5 та 10 гривень (по 60 банкнот у кожному цілому друкарському аркуші).
Відповідні нерозрізані аркуші банкнот номіналів 1 та 2 гривні випускалися з підписом тодішнього Голови Правління НБУ Якова Смолія, із датою «2018». Дані банкноти представлені серією «ЮК».
Враховуючи політику НБУ щодо вилучення банкнот української гривні низьких номіналів, дані банкноти номіналами 1 та 2 гривні представлені, для колекціонерів, лише у вигляді цілих нерозрізаних аркушів банкнот, без поштучного випуску для масового обігу.

## Кількість банкнот в обігу
Станом на 1 липня 2023 року в обігу в Україні перебувало 371,3 млн штук одногривневих банкнот, що складає 13,8 % від загальної кількості банкнот всіх номіналів.